# Isabelle Bonnadier
Isabelle Bonnadier chanteuse, comédienne, coach vocal, vit à Paris, France. Artiste lyrique de formation. De l’interprétation à la création, un parcours artistique et une expérience de la transmission pluridisciplinaires et foisonnants.

## Biographie
Jeune, Isabelle Bonnadier étudie le piano, le chant et la musicologie au conservatoire de Marseille et à la Faculté d'Aix-en-Provence, notamment avec André Boucourechliev et Christine Prost, mais aussi la danse et le théâtre.
Son répertoire de chanteuse s’étend des œuvres les plus anciennes, troubadours, Renaissance, baroque... à celles de notre temps. Elle est aussi autrice compositrice interprète  de chansons. Comédienne (Théâtre, cabaret littéraire, lecture à voix seule, rencontres poétiques et improvisation musicale).
En tant que coach ou intervenante en chant, elle est invitée notamment au Conservatoire national supérieur de musique et de danse de Lyon, dans le cadre de la formation diplômante au certificat d'aptitude en danse, depuis 2004.

## Enregistrements
Isabelle Bonnadier enregistre plusieurs disques, notamment :

### Chez Velen
Elle publie chez Velen, maison de disques  de Jacques Bertin :
- 2005 : À la folie…vertiges, fêlures et autres fredaines (Arrangements : Laurent Desmurs ; Isabelle Bonnadier : voix ; Laurent Desmurs : piano ; Gilles Raymond : tympanon, flûte, accordéon ; Alain Territo : contrebasse, bandonéon).

### Aux éditions Tròba Vox distr. qobuz.com depuis 2001 et UVM distribution
- 2010 : Alegransa. Chants de troubadours - Grâce et désir (Isabelle Bonnadier : chant, harmonium indien ; Valérie Loomer : cistre, guiterne ; Tina Chancey : rebec, vièle, kamenj, lyra ; Gwénaël Bihan : flûtes ; Patrick « Ludwin » Bernaténé : percussions (Arrangements : Alegransa).

- Double CD Album 2 h (avec Sandra Hurtado-Ròs, Jan dau Melhau, Guy Robert, Dominique Regef, Patrice Villaumé, Maurice Moncozet, Valérie Loomer, Denyse Dowling, Nick Blanton, Thierry Gomar ; Gérard Zuchetto : direction, compositions et arrangements) Troubadours Art Ensemble Occitan Trob'art Concept 1 ; Réf. TR001, Novembre 2000.
- Double CD Album 2 h (avec Sandra Hurtado-Ròs, P.A. Saint-Yves ; Jan dau Melhau, Guy Robert, Dominique Regef, Patrice Villaumé, Maurice Moncozet, Valérie Loomer, Véronique Condesse, Denyse Dowling, Nick Blanton, Thierry Gomar ; G. Zuchetto : direction, compositions et arrangements) Troubadours Art Ensemble Occitan Trob'art Concept 2 ; Réf. TR002, septembre. 2001.
- CD Album 1 h 15 (avec Sandra Hurtado-Ròs, Guy Robert, Véronique Condesse, Domitille Vigneron, Patrice Villaumé, Maurice Moncozet, Vérinique Condesse, Denyse Dowling, Thierry Gomar ; Ch. Deslignes, G. Zuchetto : direction, compositions et arrangements) Troubadours Art Ensemble Occitan Trob'art Concept 4 : "Le troubadour Guiraut Riquier" ; Réf. TR004, Février 2002